# Живой (альбом Лигалайза)
«Живой» — второй студийный альбом российского рэп-исполнителя Лигалайза, изданный 25 ноября 2016 года на лейбле «Национальное Музыкальное Издательство».

## История создания
Альбом Лигалайза «Живой» был презентован спустя 10 лет после выхода его первой пластинки. В него вошло много треков, которые были выпущены ранее, такие «Карма», «Караван», «Укрою», фит с группой Onyx «Fight» и многие другие. Среди музыкантов, которые приняли участие в работе над релизом, финалистка телевизионного проекта «Голос» Тина Кузнецова, белорусская рок-группа из Минска Trubetskoy, R&B-певица Бьянка, DJ Groove, певец Владимир Пресняков-младший и другие артисты.
Впервые альбом «Живой» был презентован в Минске 2 февраля 2017 года. В Москве премьера состоялась 13 апреля 2017 года в клубе «ГлавClub Green Concert».
Лигалайз о своём альбоме:
Здесь мои 10 лет, а может быть вся жизнь. И это не значит, что я писал его долго, альбом написан примерно за месяц. Но в нём взросление, мои бесконечные гастроли, мой профессиональный и личностный рост, мои амбиции. Возможен ли взрослый рэп?! Я уверен, что да.

## Реакции критиков
Алексей Мажаев из InterMedia дал положительную оценку альбому, отметив:
Диск выглядит так солидно и мощно, будто дядя Лигалайз решил показать юным и борзым рэперам, как нужно делать коммерческий продукт. Здесь почти два десятка треков, и больше половины из них записаны в сотрудничестве с заметными представителями других жанров.

## Список композиций
| №   | Название                                      | Длительность |
| --- | --------------------------------------------- | ------------ |
| 1.  | «Интро»                                       | 0:18         |
| 2.  | «Живой» (feat. Misha Nuteki)                  | 3:25         |
| 3.  | «Карма»                                       | 4:39         |
| 4.  | «Мелодия души» (feat. Тина Кузнецова)         | 3:43         |
| 5.  | «Караван» (feat. Андрей Гризли & Ika)         | 4:12         |
| 6.  | «Укрою» (feat. Роман Bestseller & Boboshko)   | 3:58         |
| 7.  | «На последнем этаже» (feat. Татьяна Шаманина) | 3:41         |
| 8.  | «Жара» (feat. Бьянка)                         | 3:32         |
| 9.  | «Монте-Кристо» (feat. Gosha)                  | 4:17         |
| 10. | «Гагарин» (feat. Trubetskoy)                  | 3:38         |
| 11. | «Мама» (feat. Владимир Пресняков (младший))   | 4:05         |
| 12. | «Камни» (Revisited)                           | 3:02         |
| 13. | «Встреча» (feat. Илья Киреев)                 | 4:46         |
| 14. | «Сердечко» (feat. Boboshko)                   | 5:55         |
| 15. | «В тот день, когда окончилась война»          | 3:26         |
| 16. | «Fight» (feat. Onyx)                          | 4:02         |
| 17. | «Аутро»                                       | 0:06         |
| 18. | «Караван» (feat. DJ Groove Remix)             | 3:50         |
| 19. | «Мама не убивай» (feat. Misha Nuteki)         | 3:28         |

## История релиза
| Регион | Дата           | Лейбл                                 | Формат |
| ------ | -------------- | ------------------------------------- | ------ |
| Россия | 25 ноября 2016 | Национальное Музыкальное Издательство | ЦД, CD |